# スクイーズ・ボックス
『スクイーズ・ボックス』（Squeeze Box）は、イギリスのロックバンド、ザ・フーの楽曲。作詞・作曲はピート・タウンゼント。1975年のアルバム『ザ・フー・バイ・ナンバーズ』収録。シングルカットもされ、イギリスで10位、アメリカで16位を記録。

## 解説
タイトル通りにアコーディオンや、バンジョーを使用したカントリー色の強い軽快なナンバー。タウンゼントはこの曲で初めてアコーディオンを演奏したというが、「ものの10分で弾き方をマスターしたよ」と本人は語っている。
歌詞は、ザ・フーの楽曲では珍しく、かなり際どい性的なメタファーが用いられている。タウンゼントも「遊び半分で、下品なジョークを意図した歌詞を書いた」と認めており、実際にこの曲をコンサートで披露した際には、タウンゼントとロジャー・ダルトリーは、「in-and-out...」のくだりで腰を前後に動かすパフォーマンスをしていた。ジョン・エントウィッスルも「“スクイーズ・ボックス”が“おっぱい”を指していることは、俺たちみんなわかってたよ」と語っている。「タウンゼントの遺書」とまで言われるほどに暗い歌詞の多い『バイ・ナンバーズ』の中にあって、この曲は特に異彩を放っている。
「スクイーズ・ボックス」は、同じく『バイ・ナンバーズ』収録の「サクセス・ストーリー」（エントウィッスル作）をB面に、アメリカで1975年11月に、イギリスでは1976年1月にリリースされ、イギリスで10位、アメリカで16位まで上昇。特にカナダでは1位を記録するなど、世界的なヒットとなった。この曲を嫌っていたタウンゼントは「アメリカでこれがヒットした時は信じられない思いだった」と語り、エントウィッスルも「これがヒットしたらものすごく決まりが悪い」と不安を漏らしたが、一方でダルトリーは「とても爽やかでシンプル、そして信じられないほどキャッチーだ。飾らないところが気に入ってる。観客もこの曲が好きだ。“in-and-out”に悪い意味はないよ!」と語っている。
この曲のデモ・バージョンが、タウンゼントのソロ・コンピレーションアルバム『スクープ』（1983年）に収録されている。

## コンサートでの演奏
「スクイーズ・ボックス」は、1975年から1976年にかけて行われた『バイ・ナンバーズ』に伴う大掛かりなツアーで披露された。このツアー以降は演奏されなくなったが、1982年、解散前のラストツアーで再登場した。また、ダルトリーのソロツアーでも頻繁に採り上げられている。1976年6月12日、スウォンジーのシティー・フットボール・クラブで行われたライブ・バージョンが、1996年にリリースされた『バイ・ナンバーズ』リミックス/リマスターCDのボーナストラックとして収録された。

## 演奏メンバー
- ロジャー・ダルトリー - リードボーカル
- ピート・タウンゼント - エレキギター、アコースティックギター、バンジョー、アコーディオン、バッキングボーカル
- ジョン・エントウィッスル - ベース、バッキングボーカル
- キース・ムーン - ドラムス

## ヒットチャート
| チャート (1975-76年)           | 最高位 |
| ------------------------------ | ------ |
| オーストラリア                 | 45     |
| カナダ （RPM）                 | 1      |
| アイルランド                   | 2      |
| ニュージーランド               | 26     |
| 全英シングルチャート           | 10     |
| アメリカ（Billboard Hot 100）  | 16     |
| アメリカ（キャッシュボックス） | 11     |

| チャート (1976年)             | 最高位 |
| ----------------------------- | ------ |
| カナダ                        | 21     |
| アメリカ（Billboard Hot 100） | 99     |

## カバー
- フレディ・フェンダー - アルバム『The Texas Balladeer』（1979年）収録。
- ローラ・ブラニガン - アルバム『Branigan 2』（1982年）収録。
- ポイズン - アルバム『Hollyweird』（2002年）収録。シングルとしてもリリース。